# Bawana
Bawana é uma vila no distrito de North West, no estado indiano de Deli.

## Geografia
Bawana está localizada a 28° 48′ N, 77° 02′ L. Tem uma altitude média de 213 metros (698 pés).

## Demografia
Segundo o censo de 2001, Bawana tinha uma população de 23 095 habitantes. Os indivíduos do sexo masculino constituem 56% da população e os do sexo feminino 44%. Bawana tem uma taxa de literacia de 72%, superior à média nacional de 59,5%; com 61% para o sexo masculino e 39% para o sexo feminino. 14% da população está abaixo dos 6 anos de idade.